# Sempervivum dzhavachischvilii
Sempervivum dzhavachischvilii ist eine Pflanzenart aus der Gattung der Hauswurzen (Sempervivum) in der Familie der Dickblattgewächse (Crassulaceae).

## Beschreibung

### Vegetative Merkmale
Sempervivum dzhavachischvilii wächst als Rosettenpflanze mit einem Durchmesser von 3 bis 5 Zentimeter. Die lanzettlichen, spitz zulaufenden, kurz drüsig-flaumhaarigen, dunkelgrünen Laubblätter sind auf der Rückseite sehr leicht purpurfarben. Sie besitzen dunkelpurpurfarbene Spitzen. Ihre Blattspreite ist 15 bis 18 Millimeter lang.

### Generative Merkmale
Der ungleichmäßig drüsig-flaumhaarige Blütentrieb erreicht eine Länge von 7 bis 10 Zentimeter (selten bis zu 12 Zentimeter). Er trägt basal verbreiterte Blätter, oberhalb der Mitte sind sie leicht verschmälert. Der ebensträußig-doldige Blütenstand ist 20- bis 25-blütig. Die elfzähligen Blüten weisen einen Durchmesser von 2 bis 2,3 Zentimeter auf. Ihre variablen, drüsig-flaumhaarigen Kelchblätter sind bis zu 10 Millimeter lang. Die linealisch-lanzettlichen, spitz zulaufenden Kronblätter sind fast aufrecht. Ihre Innenseite ist kurz flaumhaarig, die Rückseite ungleichmäßig drüsig-flaumhaarig. Die einwärts gebogenen, glänzenden, intensiv purpurfarbenen, selten rötlichen Kronblätter sind in der Nähe ihres Randes weiß. Die Staubfäden sind dunkelpurpurfarben, die Staubbeutel hellpurpurfarben oder selten orangefarben. Der kahle Griffel ist hellpurpurfarben. Die quadratischen Nektarschüppchen sind ausgerandet.

## Systematik und Verbreitung
Sempervivum dzhavachischvilii ist in Russland im Osten des Kaukasus in Dagestan verbreitet.
Die Erstbeschreibung durch Frau M. Z. Gurgenidze wurde 1969 veröffentlicht. Die Artbezeichnung ehrt den georgischen Pflanzensammler A. Dzhavachischwili.

## Nachweise